# 聖伊薩貝爾 (托利馬省)
聖伊薩貝爾是哥倫比亞的城鎮，位於該國中西部，由托利馬省負責管轄，始建於1893年，面積415平方公里，海拔高度2,306米，2005年人口6,453，人口密度每平方公里15.55人。
4°43′00″N 75°06′05″W / 4.71667°N 75.1014°W